# Уайтхорс
Уайтхорс (на английски: Whitehorse, в превод „Бял кон“) е столицата на северозападната територия Юкон в Канада.
Според данните от последното преброяване на населението в Канада (2016 г.), населението на града е било 25 085 души. Това представлява приблизително 70% от цялото население на федералната територия Юкон. Площта на града е 416,44 km².
Основан е през 1898 г. Името на града идва от бързеите Уайтхорс на река Юкон, които приличали на гривата на бял кон. Частта на реката с бързеите е залята от новопостроения язовир „Шватка“ (англ. Schwatka Lake) при изграждането му между 1957 и 1958 г.
Поради разположението на града в долината на Уайтхорс и относителната близост до Тихия океан, климатът е по-мек в сравнение с близките северни градове, напр. Йелоунайф. На тази географска ширина зимните дни са къси, а летните дни имат до 19 часа дневна светлина. Уайтхорс, както се съобщава от Рекордите на Гинес, е градът с най-малко замърсяване на въздуха в света.

## Галерия
- Уайтхорс, 1900 г.
- Главната улица в центъра на града